# Atelier Judie: The Alchemist of Gramnad
Atelier Judie: The Alchemist of Gramnad (яп. ユーディーのアトリエ ～グラムナートの錬金術士 ～  Yūdī no Atorie ~Guramunāto no Renkinjutsushi~) — четвёртая игра в серии Atelier, а также первая игра в серии Gramnad. За пределами Японии игра не выпускалась. Первоначально была выпущена на платформе PlayStation 2, но спустя 8 лет переиздана на PlayStation Portable под названием Atelier Judie ~The Alchemist of Gramnad~ Imprisoned Guardian (ユーディーのアトリエ 〜グラムナートの錬金術士〜 囚われの守人).

## Сюжет
Главная героиня игры Джудит Воллтон живёт одна в магазине алхимии, который она унаследовала от родителей. Основной род её занятий — производство лекарств, чем девушка и зарабатывает на жизнь. Однажды искатель приключений попросил у неё создать предмет под названием «Песочные Часы Дракона». Синтезирование прошло неудачно, и Джудит переносится на 200 лет вперёд. Теперь её цель — заново создать часы, чтобы вернуться к своему времени.

## Геймплей

### Цель
Цель игры — собрать необходимые ингредиенты и создать «Песочные Часы Дракона», чтобы вернуться в своё время. Для завершения игры необходимо поговорить с
Постом Кольштадтом после того, как будут созданы «Песочные Часы» и выполнены все необходимые условия.

### Синтезирование
В мастерской игрок может комбинировать различные материалы, чтобы создать новый предмет. Благодаря рецептам становятся доступны новые предметы. Рецепты можно найти или купить, каждая книга рецептов включает в себя один или несколько особых рецептов. Большинство синтезированных предметов можно использовать в бою. Каждый предмет может иметь до пяти эффектов, и эти эффекты могут различаться в зависимости от используемых материалов.
Всего предметов 110, но в версии PlayStation Portable добавили новые.

### Подземелья
Подземелья отличаются от областей сбора в окрестностях городов. Имеют полоску «Ущерб подземелью». При частом использовании бомб или активации ловушек полоска уменьшается. При нулевом значении подземелье обрушивается.

### Города
Существует пять городов для посещения. Игрок может выполнять там задания или заплатить гостинице, чтобы использовать её в качестве мастерской. Есть возможность получить доступ к областям сбора во всех городах, кроме одного.

### Задания
Игрок может выполнять задания в каждом городе. Задания могут включать в себя охоту на монстра или сбор материалов. Возможно завершить задание, не возвращая нужное количество материалов, однако это уменьшит награду.

### Бой
Бои пошаговые, и на них Джуди может брать с собой до двух союзников. Если у члена группы или врага закончатся HP, MP или LP, то это считается поражением. В битве игрок может использовать синтезированные или купленные в магазине предметы. Большинство союзников будут требовать плату за их услуги. Плата монетами коул происходит каждый раз, когда игрок покидает город.

### Концовки
В оригинальной игре есть две концовки, однако в переиздании PlayStation Portable добавили третью.

### Часы
Игра не имеет ограничения по времени, но есть часы, которые влияют на геймплей. Часы показывают, какой сейчас день и час и в какой момент времени предметы могут сгнить. У заданий также есть сроки. Время идёт при синтезировании или передвижении в другую область. В определённое время продавцы устраивают себе выходной.

### Мастерские
Можно арендовать мастерскую в гостиницах каждого города. В мастерской можно сохраниться, загрузиться, синтезировать, получить доступ к контейнеру, спать и взаимодействовать с различными персонажами. Аренда стоит 10 000 коул. Если игрок решит уйти, ему возвращается 5 000 коул. Содержимое контейнеров между мастерскими не связано, и при переезде игрок может взять столько, сколько поместится в его корзине.

### Ледяная комната
Предметы, хранящиеся в Ледяной Комнате Альтенорда не гниют. Максимально может храниться 100 элементов.

## Версия PlayStation Portable
Atelier Judie была переиздана спустя восемь лет на PlayStation Portable. Эта версия включает в себя несколько новых событий, музыку, арты, новую концовку, предметы, дополнительные этажи в храме Фактоа и нового персонажа Сферу. Разрешение также настроено под экраны PlayStation Portable.

## Другое
- Цветная манга по мотивам игры была опубликована в журнале FamitsuPS2 (яп. ファミ通PS2). Позже все 24 главы собрали в одной книге под названием Atelier Judie — Another Memory (яп. ユーディーのアトリエ―もうひとつの記憶), которая была опубликована Enterbrain 25 октября 2003 года.[5]